# Slatiňany
Slatiňany (in tedesco Slatinian) è un comune nel distretto di Chrudim della regione di Pardubice, Repubblica Ceca.

## Monumenti e luoghi d'interesse

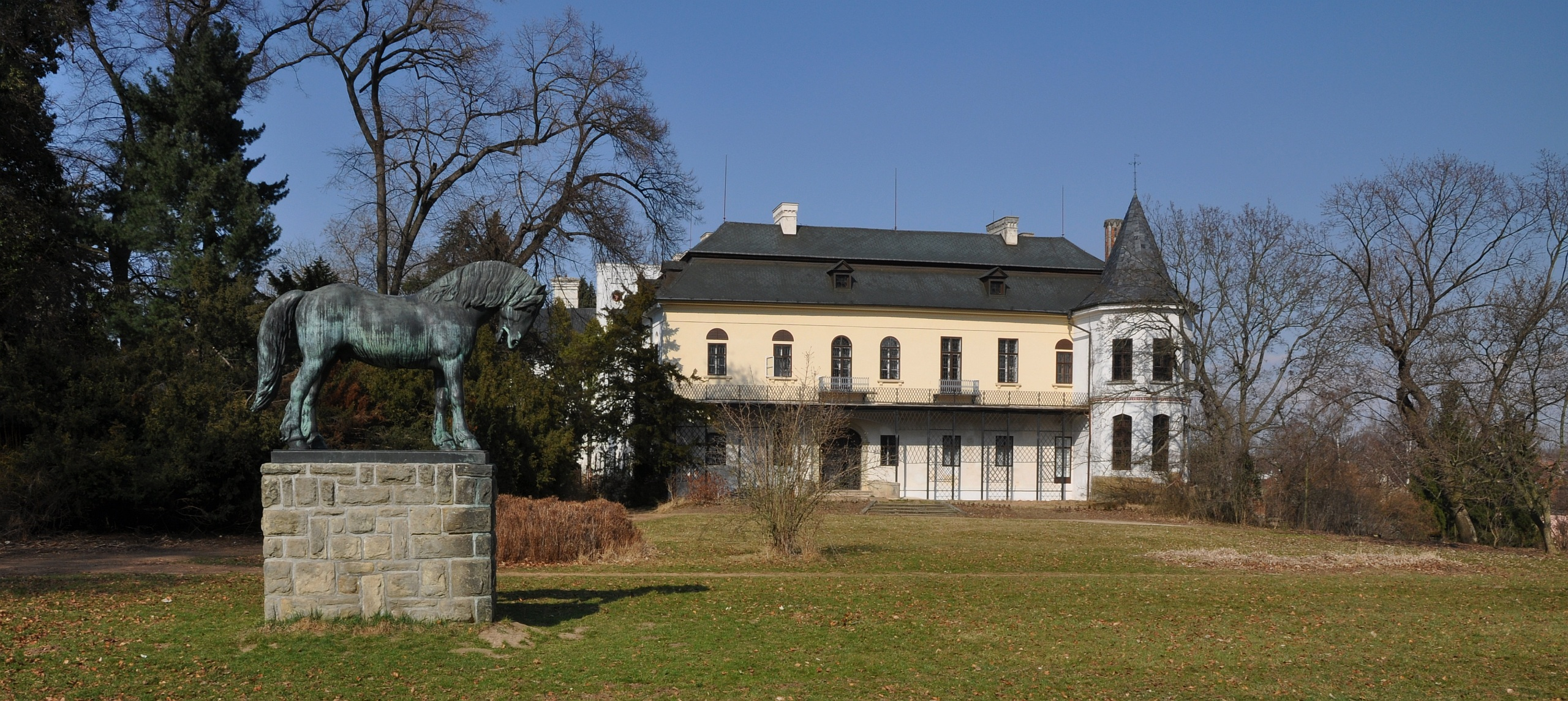
Castello di Slatiňany

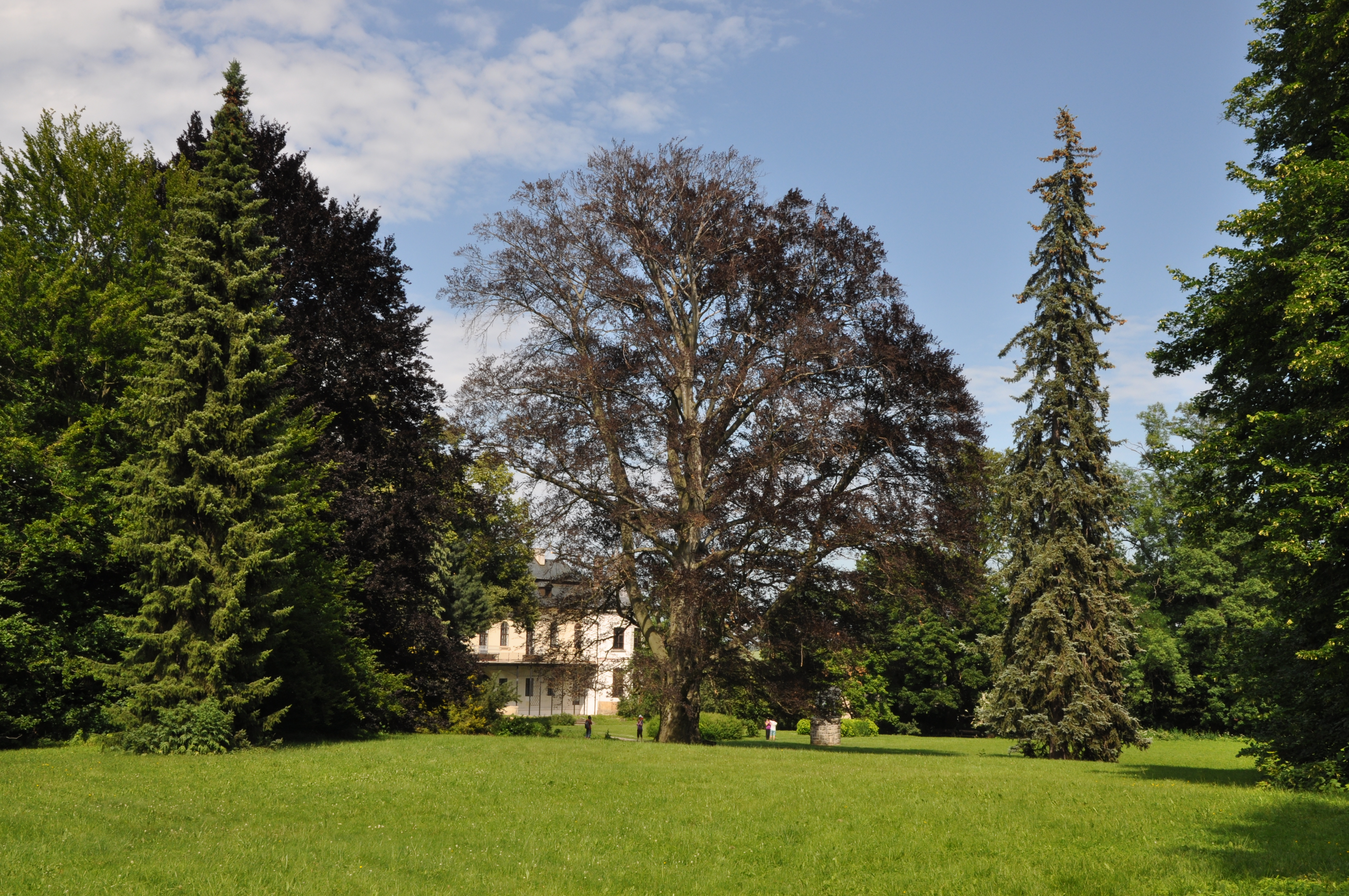
Veduta del parco

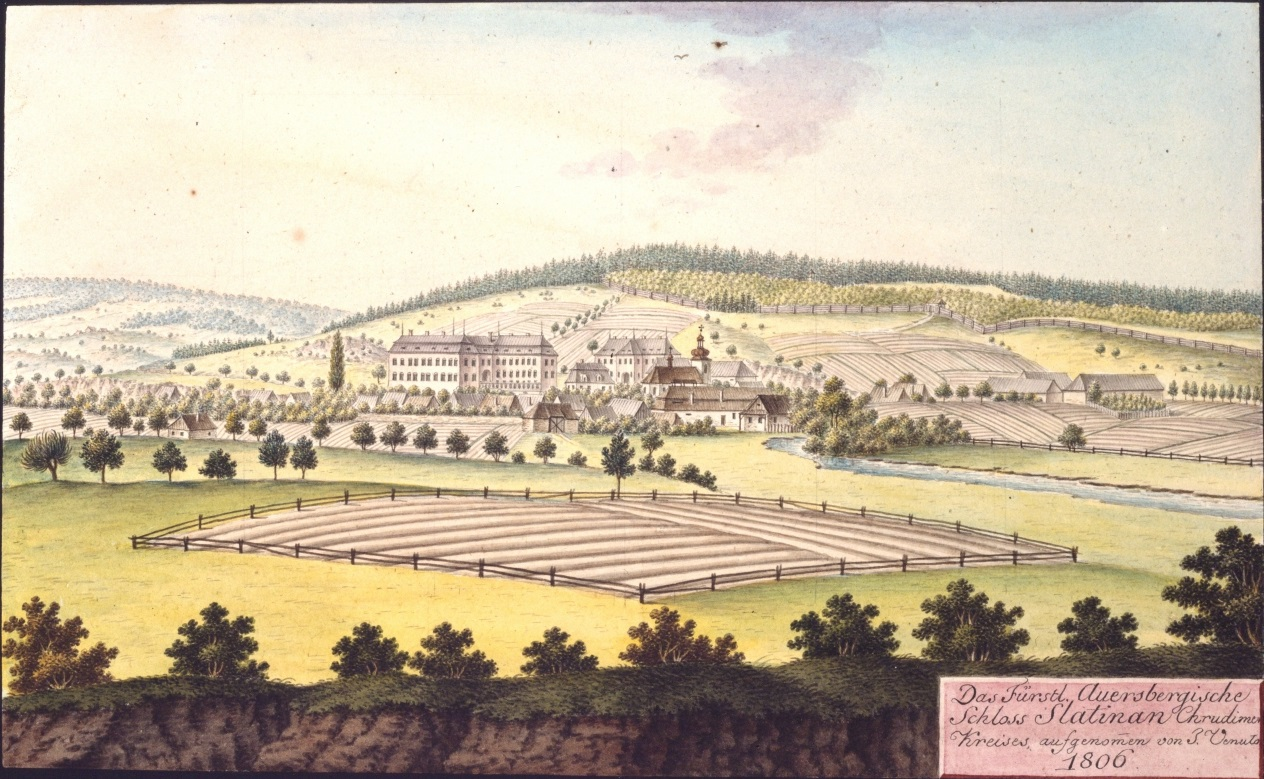
Il castello in un acquarello del canonico e vedutista moravo Jan Antonín Venuto

- Castello di Slatiňany. Il castello[3] fu costruito negli anni 1580-1590 su disegno dell'architetto ticinese Ulrico Aostalli, nel luogo di un'antica rocca.  Nel XIX secolo, dopo che il castello era passato di proprietà alla famiglia austriaca Auersperg,[4] vennero operati degli interventi di restauro, secondo il gusto neogotico coerente con la cultura romantica del tempo. L'allestimento del castello è dedicato al tema dell'allevamento dei cavalli, secondo una secolare tradizione locale: negli interni storici sono esposte già dagli anni cinquanta collezioni di stampe e dipinti sul tema delle competizioni ippiche e delle scuole di equitazione. L'ampio parco presenta un particolare interesse naturalistico e paesaggistico.